# ماتوزالیم
ماتوزالیم (به پرتغالی: Matuzalém Francelino da Silva) هافبک اهل برزیل است که در شهر ناتال و در تاریخ ۱۰ ژوئن ۱۹۸۰ به دنیا آمده‌است.
ماتوزالیم در تیم‌های فوتبال Vitória ،Bellinzona،ناپولی،پیاچنزا، پارما و برشا سابقهٔ حضور دارد. این بازیکن همچنین در سال، 1997 6 بار برای، Brazil U–17 به میدان رفته‌است و طی این مدت 3 گل به ثمر رسانده‌است.